# Bogmesse
Bogmesse er en handelsmesse for præsentation, køb og salg af bøger og udgivelsesrettighederne til dem. Udstillerne retter sig både mod et læsende publikum (publikumsmesser) og forlagsbranchen (fagmesser). De fleste lande har årlige bogmesser. Flere af disse er internationale.
I København arrangeres BogForum. Derudover er Bogmessen i Frankfurt, Børnebogsmessen i Bologna, Bogmessen i Göteborg og London Book Fair særlig vigtige for danske forlags køb af andre landes litteratur og salg af egne bøger til udlandet.